# Biografielijst Wr

## Wra

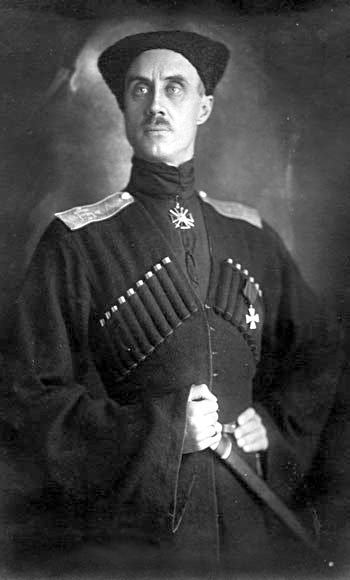
Pjotr Wrangel (1920)

- Gregg Wramage (1970), Amerikaans componist en muziekpedagoog
- Baron Pjotr Nikolajevitsj Wrangel (1878-1928), Russisch officier en commandant
- Frederick Lincoln (Link) Wray (1929-2005), Amerikaans gitarist
- Vina Fay (Fay) Wray (1907-2004), Canadees-Amerikaans actrice
- Waverly Wray (1919-1944), Amerikaans officier

## Wre

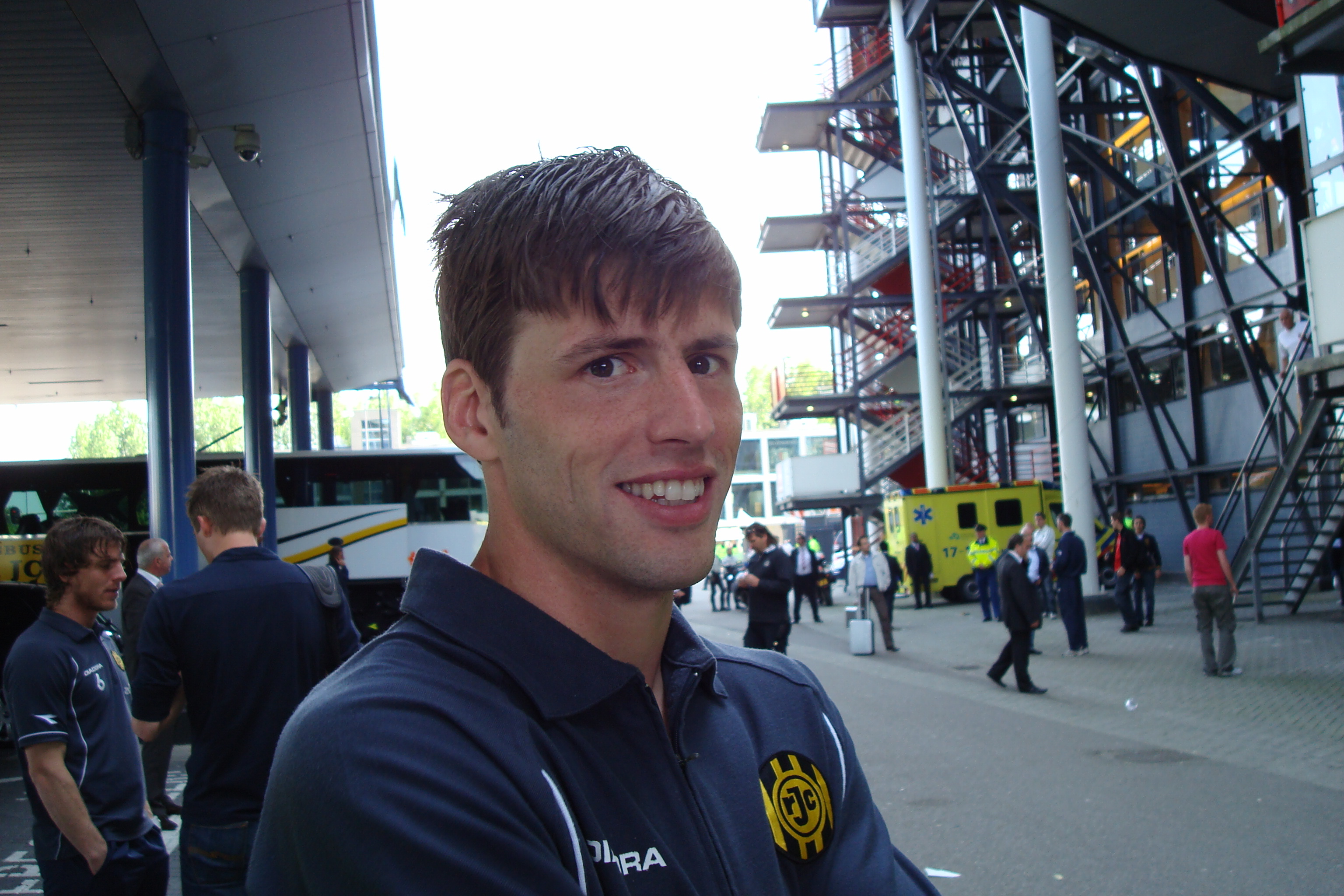
Kris De Wree

- Klaus-Jürgen Wrede (1963), Duits bedenker bordspellen
- Kris De Wree (1981), Belgisch voetballer
- Jaap W. de Wreede (1978), Nederlands filmcriticus en onderzoeksjournalist
- Christopher Wreh (1975), Liberiaans voetballer
- Christopher Wren (1632-1723), Brits wetenschapper en architect
- Joseph Wresinski (1917-1988), Frans priester
- D'arcy Elizabeth Wretzky (1968), Amerikaans basgitariste

## Wri

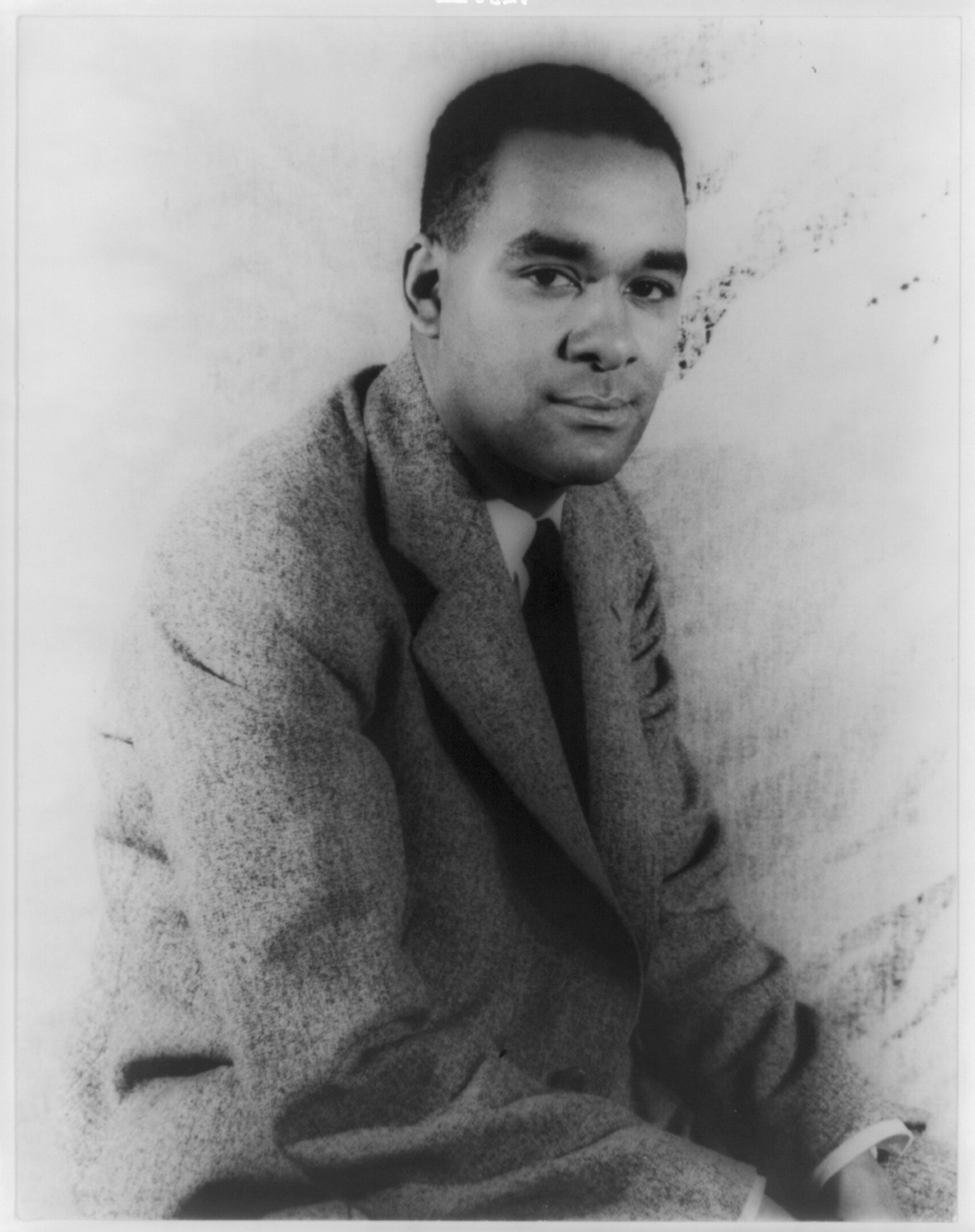
Richard Nathaniel Wright (foto: Carl Van Vechten, 1939)

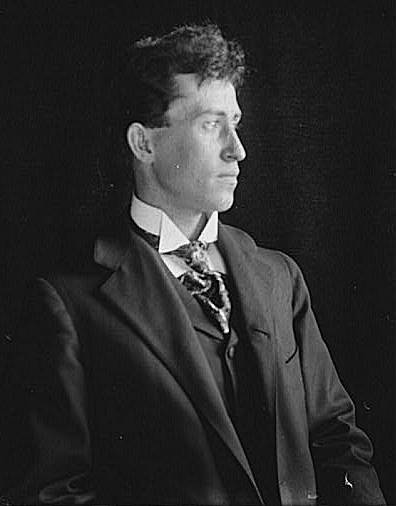
Wilbur Wright

- Almroth Wright (1861-1947), Brits bacterioloog en immunoloog
- Amy Wright (1950), Amerikaans actrice
- Bailey Wright (1992), Australisch voetballer
- Bernard Wright (1963-2022), Amerikaans musicus
- Billy Wright, geboren als William Ambrose Wright, (1924-1994), Engels voetballer
- Bonnie Francesca Wright, (1991), Engels actrice
- Brad Wright, Canadees televisiemaker, scenarioschrijver en acteur
- Charles Wright (1961), Amerikaans worstelaar
- Chauncey Wright (1830-1875), Amerikaans filosoof en wiskundige
- Christopher J.H. Wright (1947), Anglicaans oudtestamenticus
- Darren Wright, Engels golfspeler
- Denis Wright (1895-1967), Brits componist en dirigent
- Edgar Wright (1974), Brits regisseur, scenarist en producer
- Eric Lynn Wright, bekend als Eazy-E, (1963-1995), Amerikaans rapper, muziekproducent en platenbaas
- Erica Abi Wright, bekend als Erykah Badu, (1971), Amerikaans neo soul-, R&B- en hiphop-zangeres
- Francis Wright, bekend als Felix, Brits diskjockey en muziekproducent
- Frank Lloyd Wright (1867-1959), Amerikaans architect en schrijver
- Frank Wright (1901-1970), Australisch componist, muziekpedagoog, dirigent, uitgever en kornettist
- Frazer Wright (1979), Schots voetballer
- Gary Malcolm Wright (1943-2023), Amerikaans musicus
- Ian Edward Wright (1963), Engels voetballer en voetbalpresentator
- Jacquelyn (Jaguar) Wright (1977), Amerikaans R&B-zangeres
- Janet Wright (1945-2016), Canadees actrice en toneelregisseuse
- Jeffrey Wright (1965), Amerikaans filmacteur, toneelspeler en filmproducent
- Jeremiah Alvesta Wright (1941), Amerikaans predikant
- Joe Wright (1972), Brits filmregisseur
- John (Jackie) Wright (ca. 1905-1989), Iers acteur en komediant
- John Buckland Wright (1897-1954), Nieuw-Zeelands grafisch kunstenaar en houtgraveur
- John Joseph Wright (1909-1979), Amerikaans geestelijke en kardinaal
- John Wright, Amerikaans filmeditor
- John Wright (1947-2008), Engels folkzanger
- Johnnie Robert Wright (1914-2011), Amerikaans country-zanger
- Joseph Wright (1906-1981), Canadees roeier
- Juanita Wright (1934-1996), Amerikaans worstelaarster en valet
- Kenneth Anthony Wright (1899-1975), Brits componist en dirigent
- Lawrence (Lonnie) Wright (1944-2012), Amerikaans basketbal- en Americanfootballspeler
- Lizz Wright (1980), Amerikaans jazz-, rhythm-and-blues- en gospelzangeres en componiste
- Marcus Snowell (Marc) Wright (1890-1975), Amerikaans atleet
- Martin Wright, bekend als Boogeyman, (1964), Amerikaans acteur en worstelaar
- Marva Wright (1948-2010), Amerikaans blueszangeres
- Max Wright (1943-2019), Amerikaans acteur
- Michael Anthony Wright, bekend als Wonder Mike, (1957), Amerikaans rapper
- Samuel E. Wright (1946), Amerikaans acteur en zanger
- Tanya Wright, Amerikaans actrice
- Muriel Teresa (Teresa) Wright (1918-2005), Amerikaans actrice
- Orville Wright (1871-1948), Amerikaans fietsenmaker en vliegtuigpionier
- Peter Wright (1916-1995), Brits topfunctionaris van de veiligheidsdienst MI5
- Peter Wright (1970), Brits darter
- Richard Ian Wright (1977), Engels voetballer
- Richard Nathaniel Wright (1908-1960), Amerikaans schrijver en essayist
- Richard William (Rick) Wright (1943-2008), Engels toetsenist
- Robin Virginia Gayle Wright (1966), Amerikaans actrice
- Ronald Wright (1948), Canadees schrijver van reisverhalen, geschiedenisboeken en fictie
- Samuel E. Wright (1946), Amerikaans (voice-over)acteur en zanger
- Sarah E. Wright (1929-2009), Amerikaans schrijfster
- Sewall Green Wright (1889-1988), Amerikaans geneticus
- Sharone (Addaryl) Wright (1973), Amerikaans basketballer
- Simon Wright (1963), Brits drummer
- Stephen Richard (Steve) Wright (1954-2024), Brits diskjockey
- Steve Gerald James Wright (1958), Engels seriemoordenaar
- Syreeta (Rita) Wright (1946-2004), Amerikaans soulzangeres en -componiste
- Thomas Wright (1810-1877), Engels antiquair en schrijver
- Timothy Wright (1947-2009), Amerikaans gospelzanger en dominee
- Tom Wright (1948), Brits nieuwtestamenticus en bisschop
- Tom Wright (1952), Amerikaans acteur en stuntman
- Wilbur Wright (1867-1912), Amerikaans fietsenmaker en vliegtuigpionier
- William R. (Will) Wright (1960), Amerikaans computerspelontwerper
- William Wright (1837-1899), Iers missionaris en schrijver
- Joseph Wright of Derby (1734-1797), Brits kunstschilder
- Shaun Cameron Wright-Phillips (1981), Engels voetballer van Jamaicaanse en Grenadiaanse komaf
- Patricia Wrightson (1921-2010), Australisch kinderboekenschrijfster
- Thomas Wriothesley (1607-1667), Graaf van Southampton en van Chichester
- Eric Wrixon (1947), Noord-Iers rockmuzikant

## Wro

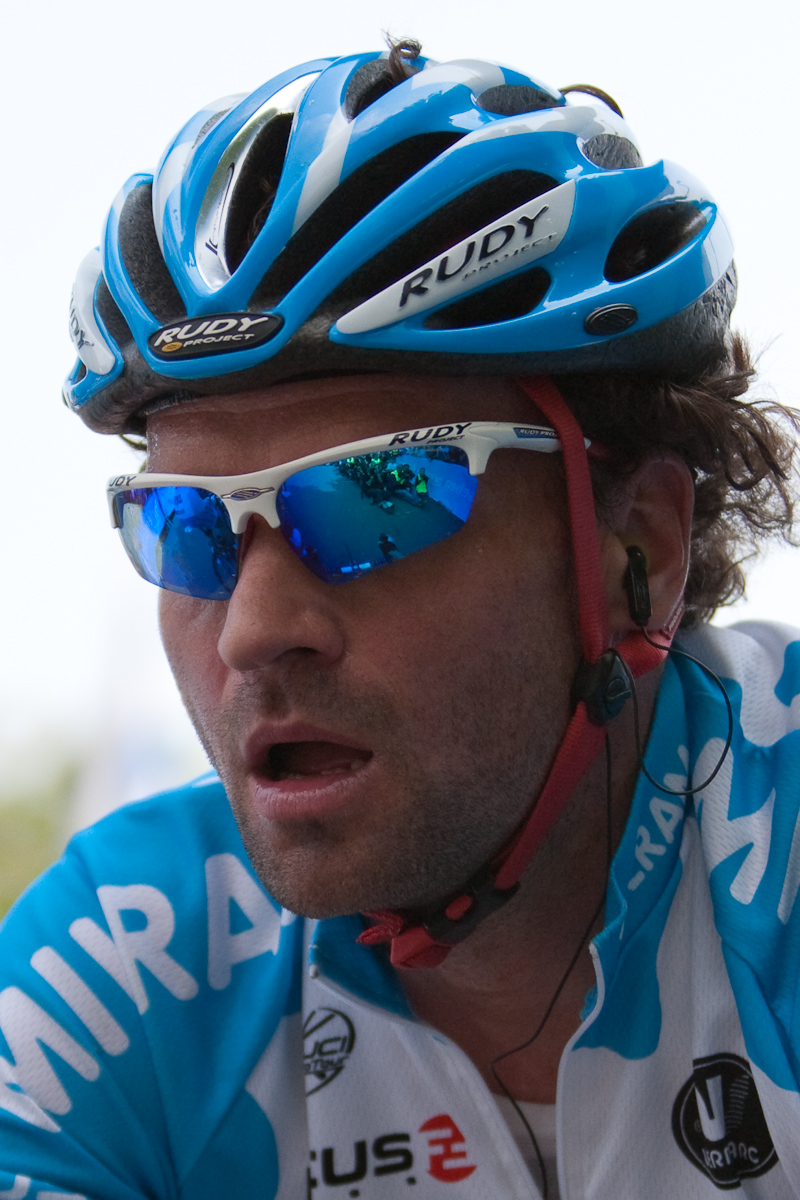
Peter Wrolich (2009)

- Józef Wróbel (1952), Pools geestelijke en bisschop
- Tomasz Wróblewski (1980), Pools muzikant
- Zygmunt Wróblewski (1845-1888), Pools natuur- en scheikundige
- John Wroe (1782-1863), Brits sekteleider
- Peter Wrolich (1974), Oostenrijks wielrenner
- Józef Maria Hoene-Wroński (1776-1853), Pools militair, wiskundige, econoom, natuurkundige, advocaat, uitvinder en filosoof
- Mary Wroth (ca. 1586-ca. 1651), Engels prozaschrijfster en dichteres
- Robert Charles Wroughton (1849-1921), Brits bioloog